# Laevicaulis haroldi
Laevicaulis haroldi é uma espécie de gastrópode  da família Veronicellidae.
É endémica da África do Sul.
Está ameaçada por perda de habitat.